# Viêm thận kẽ
Viêm thận kẽ  (hoặc viêm thận kẽ - ống thận) là một dạng viêm thận ảnh hưởng đến mô kẽ của thận xung quanh ống thận. Bệnh diễn biến đột ngột, hoặc mạn tính.

## Nguyên nhân
Nguyên nhân bao gồm nhiễm khuẩn, hoặc phản ứng thuốc như giảm đau, hoặc thuốc kháng sinh như methicillin (meticillin). Phản ứng thuốc gây ra 71% đến 92% trường hợp viêm thận kẽ.
Tình trạng này cũng gây ra do bệnh khác và chất độc hại cho thận. Cả viêm thận kẽ cấp tính và mạn tính có thể do nhiễm khuẩn thận được gọi là viêm thận bể thận, nhưng phổ biến nhất là do tác dụng phụ của thuốc. Đó là các thuốc beta-lactam như  penicillin
và cephalexin, và thuốc chống viêm không steroid (aspirin ít gặp hơn những loại khác), cũng như ức chế bơm proton, rifampicin, thuốc chứa sulfa, fluoroquinolone, thuốc lợi tiểu, allopurinol, mesalamine, và phenytoin. Thời gian từ khi dùng thuốc đến khi viêm thận kẽ cấp có thể từ 5 ngày đến 5 tháng.

## Chẩn đoán
Đôi khi bệnh không có triệu chứng  nhưng khi nó tiến triển các triệu chứng rất đa dạng và có thể xảy ra nhanh hoặc từ từ.  Khi nguyên nhân là phản ứng dị ứng, các triệu chứng của viêm thận kẽ cấp tính bao gồm sốt (27% trường hợp)  phát ban (15% trường hợp) và thận tăng kích thước. Một số bệnh nhân gặp tiểu buốt và đau lưng.  Bệnh nhân viêm thận kẽ mạn tính có thể có các triệu chứng như buồn nôn, nôn, mệt mỏi, và sút cân. Ngoài ra có thể gặp tăng kali máu, toan chuyển hóa, và suy thận.

### Xét nghiệm máu
Khoảng 23% bệnh nhân có nồng độ bạch cầu cao  trong máu.

### Xét nghiệm nước tiểu
- Bạch cầu niệu
- Tăng tỉ trọng nước tiểu[8]
- Hồng cầu niệu[9]
- Đái mủ vô khuẩn: chỉ có bạch cầu và không có vi khuẩn
- Protein niệu ngang mức thận hư

## Điều trị
Điều trị giải quyết nguyên nhân ví dụ bằng ngừng thuốc. Không có bằng chứng rõ ràng rằng corticosteroid có hiệu quả.Liệu pháp điều trị dinh dưỡng bằng cung cấp đủ nước, đôi khi cần bù tới vài lít dịch.

## Tiên lượng
Chức năng thận thường giảm; thận có thể chỉ hơi rối loạn chức năng, hoặc suy hoàn toàn.
Ở viêm thận kẽ mạn tính, ảnh hưởng nghiêm trọng nhất là suy thận. Khi ống lượn gần bị tổn thương, hấp thu natri, kali, bicarbonate, acid uric, và phosphate có thể giảm hoặc thay đổi gây ra  giảm bicarbonate, dẫn đến toan chuyển hóa, thấp kali, hạ acid uric máu, và phosphate giảm. Tổn thương ống lượn xa có thể gây ra mất khả năng hấp thu nước tiểu và đa niệu.
Trong nhiều trường hợp viêm thận kẽ cấp tính, chức năng thận sẽ trở lại sau khi dừng thuốc, hoặc khi điều trị khỏi bệnh. Nếu bệnh do phản ứng dị ứng, corticosteroid có thể tăng tốc độ phục hồi chức năng thận, tuy nhiên, hiệu quả vẫn chưa rõ ràng.
Viêm thận kẽ mạn tính chưa có thuốc điều trị. Một số bệnh nhân có thể cần chạy thận nhân tạo. Cuối cùng dẫn đến cần cấy ghép thận.